# الأبقعين
قرية الأبقعين هي إحدى القرى التابعة لمركز حوش عيسى في محافظة البحيرة في جمهورية مصر العربية. حسب إحصاءات سنة 2006، بلغ إجمالي السكان في الأبقعين 21655 نسمة، منهم 11293 رجلا و10362 امرأة.